# Грушевское сельское поселение (Ростовская область)
Гру́шевское се́льское поселе́ние — муниципальное образование в Аксайском районе Ростовской области. 
Административный центр поселения — станица Грушевская.
Общая площадь Грушевского сельского поселения составляет 14600 квадратных километров. 

## География
На севере Грушевское сельское поселение граничит с Октябрьским районом, на востоке – с городом Новочеркасском, с юга его территория ограничена Щепкинским и Рассветовским поселениями, которые относятся к Аксайскому району. На западе от Грушевского сельского поселения расположен Радионово-Несветайский район. В пределах Грушевского поселения расположено 12 километров автомагистрали М-4 «Дон», которая проходит с юга на север.

## История
Административным центром поселения выступает станица Грушевская. Раньше она была хутором, на территории которого проживали казаки. По состоянию на 1747 год хутор носил название Грушевского стана, затем стал станицей, которая была поделена на три части: Качевань, Грушевку и Новосёловку.  В 1914 году в станице проживало 3444 жителя в 914 дворах. Было 2 церкви, работала церковно-приходская школа, паровая мельница и министерские училища. На территории современного Грушевского сельского поселения выращивали ячмень и пшеницу яровую, картофель, подсолнечник и кукурузу. Мещанин Глебов и местный священник владели двумя пасеками.
В XXI веке на территории сельского поселения работают две школы: одна средняя школа, в которой учится 250 человек, вторая общеобразовательная, в которой обучается 184 школьника.
Работает детский сад под названием «Колосок» с газификацией и качественным оборудованием. Местные коллективы самодеятельности выступают в сельских Домах культуры .

## Население
| 2010  | 2012  | 2013  | 2014  | 2015  | 2016  | 2017  | 2018  | 2019  |
| ----- | ----- | ----- | ----- | ----- | ----- | ----- | ----- | ----- |
| 5201  | ↘5143 | ↘5125 | ↘5118 | ↗5130 | ↗5151 | ↗5162 | ↘5135 | ↘5110 |
| 2020  | 2021  |       |       |       |       |       |       |       |
| ↗5161 | ↗5200 |       |       |       |       |       |       |       |

## Состав сельского поселения
| № | Населённый пункт | Тип населённого пункта          | Население |
| - | ---------------- | ------------------------------- | --------- |
| 1 | Валовый          | хутор                           | ↘115      |
| 2 | Весёлый          | хутор                           | ↗293      |
| 3 | Горизонт         | хутор                           | ↗38       |
| 4 | Грушевская       | станица, административный центр | ↗4381     |
| 5 | Камышеваха       | хутор                           | ↗347      |
| 6 | Обухов           | хутор                           | ↗27       |